# Guilty (canción de Barbra Streisand y Barry Gibb)
«Guilty» (cuya traducción sería "Culpable") es una canción a dúo vocal entre Barbra Streisand y Barry Gibb. La canción fue escrita por los tres Bee Gees: Barry, Robin y Maurice Gibb. Fue lanzado en 1980 como sencillo del álbum homónimo de Streisand. "Guilty" alcanzó el puesto número tres en la lista de pop estadounidense Billboard Hot 100 y el cinco en la lista de Adult contemporary. En el Reino Unido, la canción alcanzó el puesto treinta y cuatro en el UK Singles Chart. El sencillo fue certificado oro por la RIAA. Además, "Guilty" ganó un premio Grammy en la categoría de Mejor interpretación vocal pop, dúo o grupo. La canción también apareció en la compilación de 2001 de Bee Gees Their Greatest Hits: The Record.

## Posición en las listas
| Lista                             | Posición más alta |
| --------------------------------- | ----------------- |
| Lista de sencillos de Noruega     | 4                 |
| Lista de sencillos de Reino Unido | 34                |
| U.S. Billboard Hot 100            | 3                 |
| U.S. Billboard Adult Contemporary | 5                 |

## Personal
- Barbra Streisand - cantante
- Barry Gibb - vocalista, guitarra eléctrica, productor
- George Terry - guitarra
- Cornell Dupree - guitarra
- Richard Tee - piano eléctrico
- George Bitzer - piano eléctrico
- Harold Cowart - bajo eléctrico
- Steve Gadd - batería
- Joe Lala - percusión